# BIZ-Gebäude
Das BIZ-Gebäude am Aeschenplatz in der Schweizer Stadt Basel wurde vom Tessiner Architekten Mario Botta entworfen. Es verkörpert exemplarisch dessen charakteristische Baustilmerkmale der Postmoderne. Das Gebäude wurde ursprünglich für die damalige Schweizerische Bankgesellschaft gebaut und 1995 eröffnet. Nach der Fusion der Bankgesellschaft mit dem Bankverein zur heutigen UBS wurde das Gebäude 1998 an die Bank für internationalen Zahlungsausgleich (BIZ) verkauft. Es dient dieser seither als Zweitgebäude neben dem BIZ-Turm.

## Geschichte
Im Jahr 1986 gewann der Tessiner Architekt Mario Botta den Wettbewerb für den Bau eines Bankgebäudes für die damalige Schweizerische Bankgesellschaft (SBG, französisch Union de Banques Suisses / UBS) in Basel. Der Auftrag lautete, am Ende des historischen Aeschengrabens, der einst zu Verteidigungszwecken geschaffen wurde, einen Übergang zum Aeschenplatz zu schaffen.
Ein Problem bestand darin, dass sich auf dem vorgesehenen Baugrundstück eine alte Villa des Basler Architekten J. J. Stehelin befand, die unter Denkmalschutz stand. Da sie nicht mehr zeitgemäss genutzt werden konnte, sollte sie durch ein moderneres Gebäude ersetzen werden. 1995 wurde das Bankgebäude nach sechs Jahren Bauzeit fertiggestellt. Dies war der dritte markante Eckbau in der Schweiz, der von Botta realisiert wurde. 1998 fusionierte die Bankgesellschaft mit dem Schweizerischen Bankverein zur heutigen UBS. Diese zog in der Folge aus dem Gebäude aus und verkaufte es an die Bank für internationalen Zahlungsausgleich.

## Beschreibung

### Architektur
Die Rückseite des Halbzylinders ist gestaffelt, um das grosse Bauvolumen zu strukturieren. Die Erschliessung wird durch ein vertikales Steinband hervorgehoben, während am Erschliessungsturm die Streifen zu Mäandern (dekoratives Motiv, das aus einer Reihe sich wiederholender, ineinander verschlungener Linien besteht, oft in Form von wellenförmigen Mustern) verschmelzen. Das markante Wandscheiben-Element findet sich auf der Rückseite des Gebäudes an einem runden Zusatzbauwerk mit schrägem Glasdach. Die Fassade, die zum Aeschenplatz hin ausgerichtet ist, nimmt die Form eines siebengeschossigen Halbzylinders an. Dieser wird durch pyramidenförmige Rücksprünge unterbrochen, die eine massive Raumhülle durchbrechen. Die Bürogeschosse oberhalb der zylindrischen Wandscheibe sind verglast. Ein zweigeschossiger Riegel verbindet das Gebäude mit dem benachbarten Gebäude und verläuft hinter dem Pfeiler. Die Flachdächer sind begrünt und bilden eine Art Abfolge von Stufen, die sich in einer treppenartigen oder sich abwärts bewegenden Struktur befinden. Der Baukörper präsentiert eine klare geometrische Form und eine repräsentative Schauseite. In der Mitte des Zylinders bleibt ein massiver Pfeiler stehen, der im Eingangsgeschoss breiter wird und den Haupteingang kennzeichnet. Die fünf Bürogeschosse sind mit schmalen, hochrechteckigen Fenstern versehen, die in einem bestimmten Raster angeordnet sind. Das oberste Geschoss ist mit kreisförmigen Fenstern ausgestattet. Der Erschliessungsturm an der St. Jakobs-Strasse überragt den gesamten Bau, dies verleiht ihm einen monumentalen Charakter. Über dieser klaren Struktur ist ein typisches Natursteinkleid aus Gneis angebracht, das hell und dunkel gestreift ist und die Fassade horizontal gliedert.

### Lage
Das BIZ-Gebäude befindet sich am Aeschenplatz in Basel. Es wird zweiseitig von Strassen begrenzt. Die Sankt-Jakobsstrasse im Osten leitet den Autobahnverkehr in die Stadt, der Aeschengraben im Nordwesten führt zum Bahnhof Basel SBB und ist ein Knotenpunkt für Busse und Trams.

## Rezeption
Silvano Ursella bezeichnet das Gebäude im Onlinelexikon Architekturbibliothek der Hochschule Luzern als den «wohl herausragendste[n] Vertreter der Postmoderne in Basel», der die unverkennbare Handschrift von Mario Botta trage. Zeitgenössisch hat sich Benedikt Huber 1995 in der Zeitschrift Schweizer Ingenieur und Architekt skeptischer geäussert, indem er konstatierte, dass sich verschiedene Kritiker vergeblich bemüht hätten, «die städtebaulichen Bezüge des Rundbaues am Aeschenplatz zu ergründen», gefunden hätten sie dabei «nur den Selbstbezug des Architekten».